# Gillo Dorfles

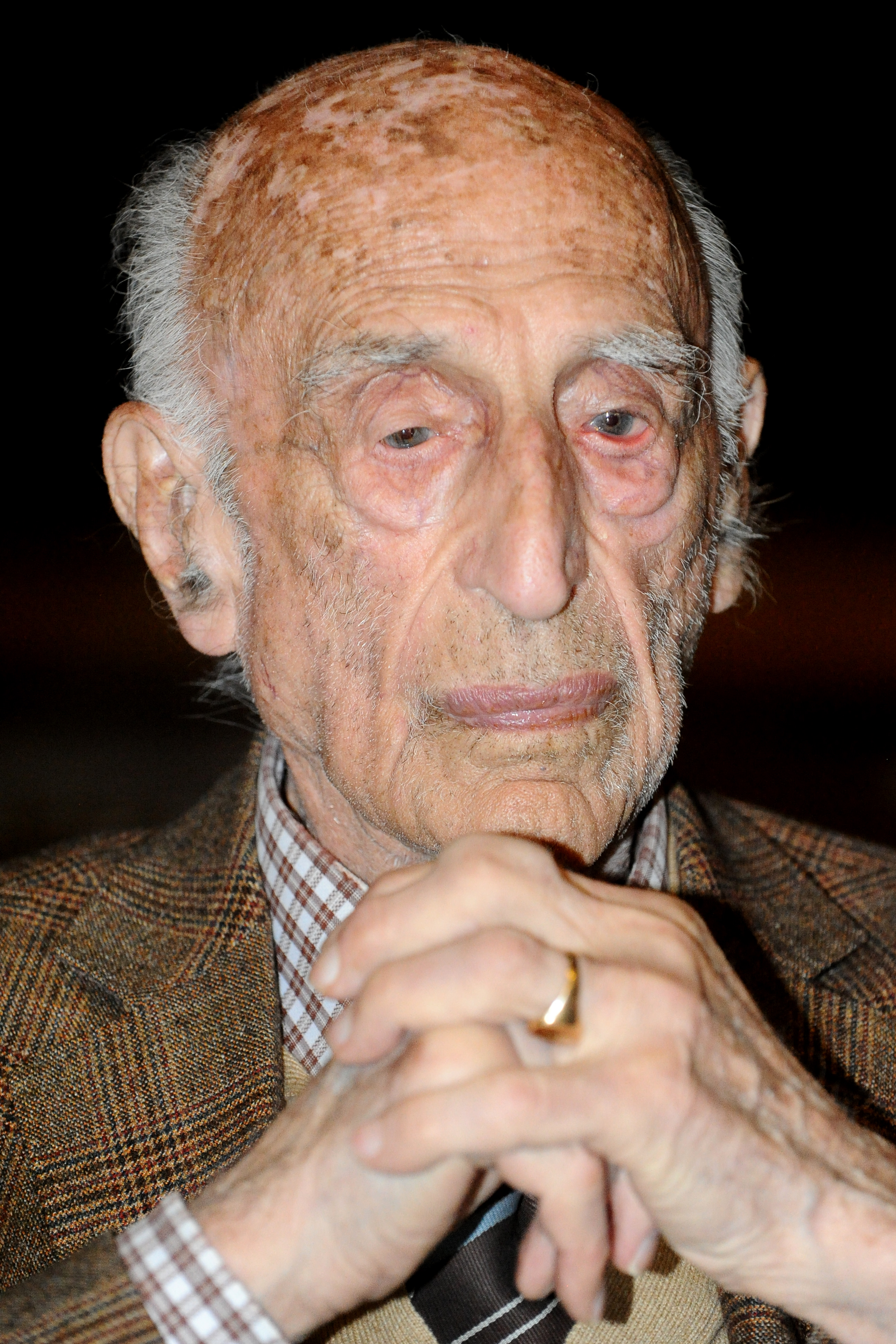
Gillo Dorfles (2013)

Gillo Dorfles, auch Angelo Eugenio Dòrfles (geboren 12. April 1910 in Triest, Österreich-Ungarn; gestorben 2. März 2018 in Mailand), war ein italienischer Maler und Kunstkritiker.

## Leben
Angelo Dorfles’ Vater stammte aus Görz, Österreich-Ungarn, seine Mutter aus Genua. Nach dem Eintritt Italiens in den Ersten Weltkrieg hielt er sich mit seiner Mutter in Genua auf, Triest wurde nach 1918 italienisch. Dorfles stand wie seine Jugendfreunde Roberto Bazlen und Ernesto Rogers unter dem Einfluss der kulturellen Mitteleuropa-Ideen der Triestiner Italo Svevo und Umberto Saba. Mit Bazlen diskutierte er die Literatur von Franz Kafka und Frank Wedekind. 1934 hospitierte er bei der Anthroposophischen Gesellschaft im Goetheanum in Dornach.
Das Medizinstudium in Mailand und Rom schloss er 1935 mit einer Spezialisierung für die Psychiatrie ab. Er begann als Laie zu malen und malte bis 1940 mystisch-groteske Bilder. Nach Kriegsende nahm er 1945 an einer Ausstellung in Mailand teil. Ab 1948 gehörte er zu den Gründern des Movimento per l’arte concreta, an deren Ausstellungen er regelmäßig teilnahm, und war 1956 Mitgründer der Associazione per il disegno industriale. Er gab gegen Ende der 1950er Jahre die Malerei auf, wandte sich der Kunsttheorie und Kunstkritik zu und widmete sich insbesondere der Gegenwartskunst. Er lehrte Ästhetik an den Universitäten Florenz, Triest, Mailand und Cagliari. Anfang der 1980er Jahre begann er wieder zu malen.
Dorfles verfasste eine Vielzahl von Aufsätzen und einige Bücher. Er kuratierte 1987 eine Ausstellung über den Futuristen Gino Severini in Bozen. Er schrieb das Vorwort zu einem Katalog von Möbelentwürfen Giotto Stoppinos, zu einem Buch über den Designer Marco Zanuso, einen Beitrag in einem Werkverzeichnis Arnaldo Pomodoros. 2009 folgte ein Essay über die Keramiksammlung Bernd Hockemeyer und das Vorwort zu einer Retrospektive Gianni Colombos.
1968 veröffentlichte Dorfles eine grundlegende Untersuchung über den Kitsch und befasste sich in der Folge mit Verschränkung von Technik und Konsum mit der Kunst.
Seine eigene künstlerische Produktion aus der Periode zwischen 1930 und 1960 wurde 1986 in Mailand und in den Folgejahren in Aosta, Rom und wiederholt in Mailand gezeigt.
Dorfles wurde im Alter häufig geehrt, so erhielt er die Ehrendoktorwürde des Polytechnikums Mailand, der Università di Palermo, der Università di Cagliari und der Nationalen Autonomen Universität von Mexiko. Er starb im März 2018, sechs Wochen vor seinem 108. Geburtstag, in Mailand.

## Literarische Spuren
Der Name Gillo Dorfles wurde 1966 in Konrad Bayers Roman Der sechste Sinn in der endlosen Begrüßungsfarce erwähnt: … vera fugger gab gillo dorfles die hand. gillo dorfles gab ives acker die hand. ives acker gab bruno buzek die hand. …

## Schriften (Auswahl)
- L’architettura moderna. 1954
- Le oscillazioni del gusto: L’arte d’oggi tra tecnocrazia e consumismo. Lerici, Mailand 1958
  - Im Labyrinth des Geschmacks. Kunst zwischen Technik und Konsum. Mit einem Vorwort zur deutschen Ausgabe. Übersetzung Ulrike Längle. Kirchheim, München 1987, ISBN 3-87410-023-5.
- Il divenire delle arti. Turin, 1959
- Ultime tendenze nell’arte d’oggi. 1961
- Il Kitsch. Antologia del cattivo gusto. Gabriele Mazzotta, Mailand 1968
  - Der Kitsch. Aus dem Italienischen von Birgid Mayr. Studio Wasmuth, Tübingen 1969 [„in einer sehr unzulänglichen und fehlerhaften Übersetzung“ (Dorfles, 1987)]
- Il disegno industriale e la sua estetica
  - Gute Industrieform und ihre Ästhetik. Aus dem Italienischen von Annemarie Innerebner. Zum Geleit von Philip Rosenthal. Moderne Industrie, München 1964
- mit Enrichetta Ritter: Design italiano: mobili. Graphic design Bruno Munari. Introduzione di Gillo Dorfles. C. Bestetti, Mailand 1968
- Zanuso Marco – Marco Zanuso designer. Edititalia, Rom 1971
- Mimmo Paladino: Veglia. Text Gillo Dorfles. Mazzotta, Mailand 1984
- mit Pier Luigi Siena (Hrsg.): Severini. Schloss Maretsch – Bozen 1987/88. Übersetzung Dorothea Morawetz. Mazzotta, Mailand 1987 (zweisprachig). (Dorfles hat seinen Beitrag selbst aus dem Italienischen übersetzt)
- Daniele Baroni: Giotto Stoppino, dall’architettura al design. Electa, Mailand 1983. (Vorwort)
- I fatti loro. Dal costume alle arti e viceversa. Feltrinelli, Mailand 1983
- La moda della moda. 1984
- Elogio della disarmonia. 1986
- Agenore Fabbri. Plastik und Malerei. Hrsg. von Erich Steingräber, Siegfried Salzmann, Gerald Gassiot-Talabot, Gillo Dorfles und Remi de Cnodder. Hirmer, München 1988
- Il Feticcio quotidiano. 1988
  - Ästhetik der Zwietracht: Vernunft und Mythos in der modernen Kunst. Übersetzung Ulrike Längle. Kirchheim, München 1988
- Beitrag in: Christoph Wulf, Dietmar Kamper (Hrsg.): Der Schein des Schönen. Steidl, Göttingen 1989, S. 264–270.
- Arnaldo Pomodoro: Arnaldo Pomodoro : catalogo ragionata della scultura. Skira, Mailand 2007 (Beitrag auf S. 16–25)
- Horror Pleni. La (in)civiltà del rumore. Castelvecchi Editore, 2008
- Conformisti. La morte dell’autenticità. Castelvecchi Editore, 2008
- Luca M. Barbero, Marco Bazzini, Gillo Dorfles, M. L. Gelmini: Mauro Staccioli. All’origine del fare. Corraini Edizioni, Mantua 2008
- Margret Haase (Hrsg.): The Hockemeyer collection : 20th century Italian ceramic art. Hirmer, München 2009 (Vorwort)
- Marcella Beccaria (Hrsg.): Gianni Colombo. Castello di Rivoli, Museo d’Arte Contemporanea 2009. Skira, Milano 2009
- Fatti e fattoidi. Gli pseudoeventi nell’arte e nella società. Castelvecchi Editore, 2009
- Irritazioni. Un’analisi del costume contemporaneo, Castelvecchi Editore. 2010
- Dal significato alle scelte, Castelvecchi Editore, 2010
- Devi fidarti della percezione se vuoi davvero capire te stesso. In: Corriere della Sera. 29. Januar 2015, S. 42–43. (über Lambert Wiesing)